# Joventuts Socialistes d'Espanya
Les Joventuts Socialistes d'Espanya (JSE) són una organització juvenil fundada el 1903 per Tomás Meabe i vinculada al Partit Socialista Obrer Espanyol.

## Orígens
La situació laboral dels joves espanyols, sobretot a les empreses mineres i siderúrgiques del nord d'Espanya, així com la voluntat de combatre el nacionalisme basc, va dur Tomás Meabe a fundar la primera agrupació de joves socialistes en Bilbao en 1903, imitant el model austríac i d'acord amb les tesis propugnades per Rosa Luxemburg. En 1905, se celebrava a Madrid el II Congrés ordinari del Partit Socialista, en el qual es reconeix l'organització de Meabe com a branca juvenil del PSOE.
A l'abril de 1906 celebraren el seu primer congrés com a Federació Nacional de Joventuts Socialistes d'Espanya. Aquesta primera presa de contacte no va acompanyada d'un programa polític clar, limitant-se a formular una opció antimilitarista. També es caracteritzaven per la seva lluita contra l'alcoholisme juvenil, molt estès entre la classe obrera en aquella època. Tenien en Renovación el seu òrgan de premsa. L'organització és reconeguda com a tal pel PSOE en 1908. El 1910 realitza les seves primeres mobilitzacions massives contra la guerra del Marroc i, posteriorment, contra la Primera Guerra Mundial. Molt activa durant la vaga general de 1917, obtindria en les files del PSOE el seu primer diputat en 1918.

## La ruptura
Després de la creació de la III Internacional el 1919, que provoca disensions en tot el moviment obrer mundial respecte a la revolució russa, el PSOE celebra un Congrés Extraordinari en el qual decideix, davant la falta de consens, ajornar la qüestió de la integració del Partit en el Komintern a un Congrés posterior. Disconforme amb aquest ajornament, la Federació de Joventuts Socialistes decideix abandonar el Partit i unir-se a aquesta Internacional en el V Congrés celebrat a Madrid del 14 al 17 de desembre de 1919. Per a això, es constitueix amb el nom de Partit Comunista Espanyol, en secció espanyola de la Internacional Comunista.
En el Congrés Extraordinari socialista de 1921, que es produeix després de la refundació de les joventuts en la nova Federació Nacional de Joventuts Socialistes, el PSOE rebutja definitivament la possibilitat d'integrar-se en el Komintern per un estret marge. La fracció tercerista (partidària de l'ingrés), en la qual es troben les Joventuts Socialistes, s'escindeix del Partit per a fundar el Partit Comunista Obrer Espanyol, i Joventuts es refongueren sota el nom de Federació de Joventuts Comunistes. Després d'aquesta nova escissió juvenil, el PSOE crea un Comitè Provisional de joves per a pal·liar la pèrdua de la seva organització i en 1925 s'elaboren les bases de la reestructuració de les JSE. Entre 1929 i 1932 s'acaba de perfilar de nou l'organització amb dos congressos.

## El ressorgiment i la unificació
Les JSE tenen un avanç espectacular a partir de la proclamació de la Segona República Espanyola, arribant a 12.000 militants el 1932 i 21.000 el 1934. Especialment actives en els successos de 1934, es crearen les milícies de joves socialistes. El fracàs de la revolució de 1934 duria a una profunda revisió de la política de JSE que s'aniria acostant a les posicions comunistes a conseqüència de la repressió i l'empresonament que de 1934 a 1936 van sofrir els seus dirigents.
En 1935 la Internacional Juvenil Comunista dona suport la idea de la unificació de les organitzacions obreres juvenils en tot el món (socialistes i comunistes). Al maig de 1936 se signa el pacte d'unificació entre la Federació de Joventuts Socialistes i la Unió de Joventuts Comunistes. Amb l'arribada de la victòria del Front Popular, es creen les Joventuts Socialistes Unificades (JSU) que veuen impossibilitada la celebració del Congrés constituent per l'inici de la Guerra Civil espanyola. Fins al final de la guerra, les JSU seguiran les indicacions del PCE. El 10 de març de 1939, veient el final de la guerra, es constituïx a Madrid l'embrió de la recuperació de les JSE, trencant els joves socialistes (qui sempre van ser minoritaris) el pacte amb les JSU. Fins al 22 d'abril de 1945, les JSE no van poder celebrar el seu primer congrés en l'exterior.

## La dictadura
Durant la dictadura i en l'interior, els joves s'organitzaven entorn d'UGT i el PSOE, creant una clandestina organització juvenil que tot just si podia mantenir als seus membres lluny de les detencions. Es va reeditar el periòdic Renovació de manera clandestina, així com periòdics manuscrits en les presons. En l'exili en 1946 les JSE proposen la creació d'una Aliança Democràtica de la Joventut Espanyola, unint-se a les tesis de la conformació d'una gran aliança de tots els demòcrates contra la dictadura. Primer els exiliats, i després els seus fills, seran els dirigents en l'exili. En 1967 es constata en el Congrés celebrat a França que, al costat dels ja esmentats, les JSE es nodreixen per una banda important de joves emigrants. En 1970 les JSE s'estenen amb rapidesa per tot Espanya: Astúries, Andalusia, País Basc, Catalunya i Madrid fonamentalment. Fracassa en 1972 l'intent de celebració d'un Congrés a Espanya. Finalment es torna a celebrar a París en 1973. Les JSE s'estenien per universitats espanyoles i centres de treball.

## Les Joventuts Socialistes en l'actualitat
Després de la legalització al març de 1977, celebren el XIII Congrés a Madrid i escolliren Juan Antonio Barragán com a secretari general, el primer dirigent no exiliat. A partir d'aquesta data, les JSE segueixen el mateix camí que el PSOE, renunciant al marxisme com a única doctrina socialista. En l'actualitat el seu secretari general és Sergio Gutiérrez Prieto, succeint a Herick Campos, diputat del PSOE per Alacant, escollit en el Congrés Federal de 2000. Sergio Gutierrez va sortir escollit com únic candidat del 23è Congrés Federal celebrat el 20, 21 i 22 de juliol de 2007, comptant amb més del 90% del suport dels delegats. Les Joventuts Socialistes d'Espanya són membres del Consell de la Joventut d'Espanya, detenint-ne la vicepresidència.

## Estructura[calcitació]
Les Joventuts Socialistes d'Espanya treballen a tres nivells: 
- Agrupacions locals: Unitat bàsica, és el nucli bàsic sobre el qual treballa l'organització. Els seus òrgans són l'Assemblea, que està formada per tots els afiliats i que marca les línies estratègiques i polítiques de l'Agrupació, i la Comissió Executiva, que com a mínim està formada per tres persones amb un Secretari General, que és el màxim coordinador de l'Agrupació i el seu representant davant les altres institucions, el Secretari d'Organització, que s'ocupa dels comptes de l'Agrupació i de la seva organització interna. Així mateix, pot existir un Comitè, format per persones escollides per l'Assemblea, que controlen les activitats de la Comissió Executiva, i grups de treball, també escollits per l'Assemblea, que treballen sobre un camp determinat.
- Federacions regionals o nacionals: Formada per una Comissió Executiva, de semblants característiques de l'Agrupació Local, un Comitè, i el màxim òrgan de representació a nivell regional/nacional, el Congrés, que és qui tria la Comissió Executiva i qui marca les línies estratègiques i polítiques de la Federació. També existeixen comissions sectorials.
- Joventuts Socialistes d'Espanya, el màxim òrgan de les quals és el Congrés Federal, que nomena la Comissió Executiva Federal i el Comitè Federal.

Cal destacar l'existència d'altres òrgans, com: 
- Executives Provincials: En algunes Federacions Regionals/Nacionals existeix un òrgan intermedi entre les Agrupacions Locals i la Federació, que són executives provincials que coordinen a les agrupacions locals de la seva província.
- Comissió de garanties: Són l'únic Òrgan que té potestat per a expulsar militants de l'organització. Així mateix vetllen pel correcte compliment dels estatuts.
- Comissió de Comptes: Fiscalitza els informes de despeses de les Executives.
- Comissions Gestores: Són òrgans especials que en cas de conflictivitat o de dimissió de la Comissió Executiva es formen per a gestionar l'agrupació o la federació fins a l'elecció d'una nova Comissió Executiva. Així mateix, també és destacable el fet que Joventuts Socialistes té una quota pròpia en els comites del PSOE i els Secretaris Generals són membres nats de les Comissions Executives del PSOE.